# Anemone raui
Anemone raui är en ranunkelväxtart som beskrevs av A.K. Goel och U.C. Bhattacharyya. Anemone raui ingår i släktet sippor, och familjen ranunkelväxter. Inga underarter finns listade i Catalogue of Life.